# Чилиби Мойсе
Чили́би Мо́йсе (рум. Cilibi Moise; при рождении Фроим Мойсе, рум. Froim Moise; 1812, Фокшаны, Молдавское княжество — 31 января 1870, Бухарест, Соединённые княжества Молдавии и Валахии) — румынский рассказчик, писатель, афорист. Больше известен под прозвищем Чилиби, от челеби (тур. çelebi) — титул, означающий «знающий», «одарённый природным умом».

## Биография
Родился Мойсе Фроим в 1812 году в Фокшанах в многодетной еврейской семье со скромным достатком. Умер от тифа в 1870 году в Бухаресте в возрасте 58 лет. Большую часть жизни прожил в Бухаресте и был торговцем-разносчиком. Острослов и народный философ, он стал известен своими высказываниями, полными здорового, народного юмора.
Посещал ту же синагогу, что и его младший современник — еврейский учёный и фольклорист Мозес Гастер, который позднее отметил народный характер историй Чилиби Мойсе и влияние на них еврейской паремиологической литературы, от Библии до этических аспектов молитв.